# Banco lingüístico
Un banco de idiomas o lingüístico es una organización que ayuda a las personas que necesitan servicios de traducción e interpretación, y satisfacen esas necesidades a través de la asistencia de traductores o intérpretes calificados. Estas organizaciones por lo general, aunque no siempre, ofrecer estos servicios de forma gratuita, a menudo como un servicio del gobierno local. A menudo, los bancos sirven a comunidades de inmigrantes o refugiados, a menudo en colaboración con los proveedores de servicios de salud, como la Cruz Roja.
Varios tipos de negocios también gestionan las necesidades internas de servicios lingüísticos mediante la creación de bancos de idiomas. A menudo, los empleados con conocimientos de idiomas pueden donar una parte de su tiempo de trabajo para participar en los bancos del lenguaje.
- Datos: Q3305504